# 最狂Me Time
《最狂Me Time》（英語：Me Time）是一部2022年美國喜劇片，由約翰·漢柏自編自導，凱文·哈特和馬克·華伯格領銜主演。劇情講述一位全職爸爸在妻小出門後終於有屬於自己的，而聯繫上過往好友，度過了幾乎顛覆他生活的狂野週末。
本片2022年8月26日在Netflix上線，但在發行後惡評如潮，媒體和影評家主要批評電影製作粗糙，還有出現許多粗俗的橋段和劇情乏味的問題。

## 演員
- 凱文·哈特飾演桑尼（Sonny）
- 馬克·華伯格飾演哈克（Huck）
- 瑞吉娜·霍爾飾演瑪雅（Maya）
- 歐陽萬成飾演史丹（Stan）
- 路易斯·傑拉多·門德茲（英语：Luis Gerardo Méndez）飾演阿曼多（Armando）

## 製作
2021年2月，凱文·哈特加入劇組。8月，馬克·華伯格和瑞吉娜·霍爾加入演出陣容。2021年9月，歐陽萬成與路易斯·傑拉多·門德茲參演。電影在加利福尼亞州好萊塢日落高爾工作室拍攝。9月14日，一名舞台技術人員在片場從30英尺高摔下後被送往當地的區創傷中心。

## 發行
《最狂Me Time》2022年8月26日在Netflix上線。

## 評價
《最狂Me Time》發行後獲得壓倒性的負面評價，根据評論匯總网站爛番茄汇总的64篇评论文章，6%的评论家给予该作正面评价，平均打分为3.5分（满分10分），網站影評家共識寫道：「對於那些莫名渴望看到明星浪費在一部極其無聊的喜劇上的觀眾來說，《最狂Me Time》可能是今年首選」，Metacritic則根據19條評論，打出23分的加權平均分數（滿分100分），代表「負面評價為主」。

## 外部連結
- 互联网电影数据库（IMDb）上《最狂Me Time》的资料（英文）

#invoke:NavboxV2